# Vía verde del Carrilet II
La vía verde del Carrilet II es una vía verde de 39,7 km de recorrido, con una pendiente suave desde Gerona hasta San Felíu de Guixols (15 m) que alcanza su punto más alto en Cassá de la Selva (136 m).     Siguiendo la ruta del antiguo tren de vía estrecha Gerona – San Felíu de Guixols, el itinerario permite conocer las comarcas del Gironés y del Bajo Ampurdán, desde la cuenca del río Ter hasta el valle del Ridaura, pasando por la depresión de la Selva. El Camino Natural de la Vía Verde del Carrilet II está incluido en la Red de Caminos Naturales del Ministerio de Agricultura, Pesca y Alimentación.
La peculiaridad del trazado del ferrocarril de San Felíu de Guixols a Gerona es la suavidad de pendientes y curvas. Su recorrido está formado por una línea sinuosa matemáticamente trazada sobre el territorio. Saliendo de Gerona, la ruta atraviesa en primer lugar la depresión de la Selva, caracterizada por un paisaje en mosaico con alternancia de cultivos y montes. La segunda mitad del trazado discurre por el valle del Ridaura, que separa el macizo de Cadiretes, al sur, del macizo de las Gavarras y que, con un suave desnivel, conduce hasta el mar justo en la localidad de San Felíu de Guixols, población cuna del topónimo "Costa Brava".

## Epílogo
El trayecto entre Llagostera y San Felíu de Guixols de la vía verde del Carrilet II, se incluye en el recorrido planificado de la ruta EuroVelo 8, que forma parte de la red de rutas ciclistas europeas de larga distancia EuroVelo.
La vía verde del Carrilet II conecta en Gerona con la vía verde del Carrilet I que continúa otros 57 km hasta Olot.